# Крестцовое нервное сплетение
Крестцовое сплетение (лат. plexus sacralis) — нервное сплетение, образованное передними ветвями пятого поясничного (LV), верхних четырёх крестцовых (SI—SIV) и части передней ветви 4 поясничного (LIV) спинномозговых нервов.

## Топография
Нервное сплетение по форме напоминает толстую треугольную пластинку, вершина которой направлена к подгрушевидному отверстию (нижняя часть большого седалищного отверстия, отделённая грушевидной мышцей), а основание — к передним отверстиям крестца. Часть сплетения залегает на передней поверхности крестца, часть на передней поверхности грушевидной мышцы.
Сплетение окружено рыхлой соединительной тканью и лежит под пристеночным листком тазовой фасции; со стороны его медиальной поверхности располагается ряд ветвей внутренних подвздошных артерий.

## Ветви
Нервы сплетения, соединяясь друг с другом, образуют толстый ствол седалищного нерва, выходящий через подгрушевидное отверстие из полости таза. Ветви, отходящие от крестцового сплетения, можно разделить на короткие и длинные. Первые разветвляются в области пояса нижней конечности, а вторые иннервируют всю нижнюю конечность, за исключением той её части, которая иннервируется ветвями поясничного сплетения.

### Короткие ветви
1. Верхний ягодичный нерв (лат. n. gluteus superior) выходит через надгрушевидное отверстие с верхней ягодичной артерией и одноименной веной, иннервирует среднюю и малую ягодичные мышцы, мышцу, напрягающую широкую фасцию бедра;
2. Нижний ягодичный нерв (лат. n. gluteus inferior) выходит из подгрушевидного отверстия (вместе с одноименными артерией и веной, седалищным нервом, половым нервом, задним кожным нервом бедра), иннервирует большую ягодичную мышцу;
3. Половой нерв (лат. n. pudendus);
4. Мышечные ветви (лат. rr. musculares) к внутренней запирательной, грушевидной мышцам и четырёхглавой мышце бедра.

### Длинные ветви
1. Седалищный нерв (лат. n. ischiadicus);
2. Задний кожный нерв бедра (лат. n. cutaneus femoris posterior)[3].